# Macchambes Younga-Mouhani
Macchambes Younga-Mouhani (Loubomo, 1º agosto 1974) è un ex calciatore della Repubblica del Congo, di ruolo centrocampista.

## Caratteristiche tecniche
Mediano, poteva essere impiegato anche in attacco come seconda punta.

## Carriera

### Club

#### Inizi
Ha cominciato a giocare in patria, al Diables Noirs. Nel 1994 si è trasferito in Germania, al Düren. Nel 1995 è stato acquistato dal Borussia M'gladbach, club con cui ha debuttato in Bundesliga il 4 maggio 1996, in Borussia M'Gladbach-Karlsruher (1-2), subentrando a Michael Sternkopf al minuto 58. Ha collezionato in totale, con la maglia del Borussia M'Gladbach, 2 presenze. Nella stagione successiva è passato al Fortuna Düsseldorf. Ha debuttato in campionato con la nuova maglia il 30 novembre 1996, in Fortuna Düsseldorf-Werder Brema (4-1). Ha messo a segno le sue prime due reti in campionato il 12 marzo 1997, in Fortuna Düsseldorf-SC Friburgo (2-1), siglando la rete del momentaneo 1-0 al minuto 40 e la rete del momentaneo 2-0 al minuto 62. Nel gennaio 1998 si è trasferito al Fortuna Colonia. Nel 2000 è stato acquistato dal Wacker Burghausen. Nel 2005 è passato al Rot-Weiss Essen. Nel 2007 si è trasferito all'Union Berlino. Nel 2011 è stato ingaggiato dal Wegberg-Beeck, con cui ha concluso la carriera da calciatore nell'anno successivo.

### Nazionale
Ha debuttato in Nazionale il 24 ottobre 1992, in Sudafrica-Repubblica del Congo (1-0). Ha messo a segno le sue prime due reti con la maglia della Nazionale il 6 aprile 1997, in Repubblica del Congo-Sudafrica (2-0): subentrato all'inizio del secondo tempo a Sylvain Moukassa, ha siglato la rete del momentaneo 1-0 al minuto 60 e quella del definitivo 2-0 al minuto 64. Ha partecipato, con la Nazionale, alla Coppa d'Africa 2000. Ha collezionato in totale, con la maglia della Nazionale, 16 presenze e tre reti.

## Statistiche

### Cronologia presenze e reti in nazionale
| Cronologia completa delle presenze e delle reti in nazionale ― Rep. del Congo | Cronologia completa delle presenze e delle reti in nazionale ― Rep. del Congo | Cronologia completa delle presenze e delle reti in nazionale ― Rep. del Congo | Cronologia completa delle presenze e delle reti in nazionale ― Rep. del Congo | Cronologia completa delle presenze e delle reti in nazionale ― Rep. del Congo | Cronologia completa delle presenze e delle reti in nazionale ― Rep. del Congo | Cronologia completa delle presenze e delle reti in nazionale ― Rep. del Congo | Cronologia completa delle presenze e delle reti in nazionale ― Rep. del Congo |
| Data                                                                          | Città                                                                         | In casa                                                                       | Risultato                                                                     | Ospiti                                                                        | Competizione                                                                  | Reti                                                                          | Note                                                                          |
| ----------------------------------------------------------------------------- | ----------------------------------------------------------------------------- | ----------------------------------------------------------------------------- | ----------------------------------------------------------------------------- | ----------------------------------------------------------------------------- | ----------------------------------------------------------------------------- | ----------------------------------------------------------------------------- | ----------------------------------------------------------------------------- |
| 24-10-1992                                                                    | Johannesburg                                                                  | Sudafrica                                                                     | 1 – 0                                                                         | Rep. del Congo                                                                | Qual. Mondiali 1994                                                           | -                                                                             |                                                                               |
| 20-12-1992                                                                    | Pointe-Noire                                                                  | Rep. del Congo                                                                | 0 – 1                                                                         | Nigeria                                                                       | Qual. Mondiali 1994                                                           | -                                                                             | 65’                                                                           |
| 31-01-1993                                                                    | Pointe-Noire                                                                  | Rep. del Congo                                                                | 0 – 1                                                                         | Sudafrica                                                                     | Qual. Mondiali 1994                                                           | -                                                                             | 80’                                                                           |
| 16-10-1994                                                                    | Freetown                                                                      | Sierra Leone                                                                  | 3 – 2                                                                         | Rep. del Congo                                                                | Qual. Coppa d'Africa 1996                                                     | -                                                                             |                                                                               |
| 02-06-1996                                                                    | Brazzaville                                                                   | Rep. del Congo                                                                | 2 – 0                                                                         | Costa d'Avorio                                                                | Qual. Mondiali 1998                                                           | -                                                                             |                                                                               |
| 16-06-1996                                                                    | Abidjan                                                                       | Costa d'Avorio                                                                | 1 – 1                                                                         | Rep. del Congo                                                                | Qual. Mondiali 1998                                                           | -                                                                             |                                                                               |
| 25-08-1996                                                                    | Lomé                                                                          | Togo                                                                          | 1 – 0                                                                         | Rep. del Congo                                                                | Qual. Coppa d'Africa 1998                                                     | -                                                                             |                                                                               |
| 06-04-1997                                                                    | Pointe-Noire                                                                  | Rep. del Congo                                                                | 2 – 0                                                                         | Sudafrica                                                                     | Qual. Mondiali 1998                                                           | 2                                                                             | 46’ 60’ 64’                                                                   |
| 08-06-1997                                                                    | Pointe-Noire                                                                  | Rep. del Congo                                                                | 1 – 0                                                                         | RD del Congo                                                                  | Qual. Mondiali 1998                                                           | 1                                                                             | 28’ 60’                                                                       |
| 16-08-1997                                                                    | Johannesburg                                                                  | Sudafrica                                                                     | 1 – 0                                                                         | Rep. del Congo                                                                | Qual. Mondiali 1998                                                           | -                                                                             |                                                                               |
| 16-08-1998                                                                    | Pointe-Noire                                                                  | Rep. del Congo                                                                | 0 – 0                                                                         | Ciad                                                                          | Qual. Coppa d'Africa 2000                                                     | -                                                                             |                                                                               |
| 24-01-1999                                                                    | Pointe-Noire                                                                  | Rep. del Congo                                                                | 0 – 0                                                                         | Mali                                                                          | Qual. Coppa d'Africa 2000                                                     | -                                                                             |                                                                               |
| 28-02-1999                                                                    | Pointe-Noire                                                                  | Rep. del Congo                                                                | 1 – 0                                                                         | Costa d'Avorio                                                                | Qual. Coppa d'Africa 2000                                                     | -                                                                             | 68’                                                                           |
| 06-06-1999                                                                    | Bamako                                                                        | Mali                                                                          | 3 – 1                                                                         | Rep. del Congo                                                                | Qual. Coppa d'Africa 2000                                                     | -                                                                             | 40’                                                                           |
| 25-01-2000                                                                    | Lagos                                                                         | Marocco                                                                       | 1 – 0                                                                         | Rep. del Congo                                                                | Coppa d'Africa 2000                                                           | -                                                                             | 84’                                                                           |
| 28-01-2000                                                                    | Lagos                                                                         | Nigeria                                                                       | 0 – 0                                                                         | Rep. del Congo                                                                | Coppa d'Africa 2000                                                           | -                                                                             | Ammonizione                                                                   |
| Totale                                                                        |                                                                               | Presenze                                                                      | 16                                                                            |                                                                               | Reti                                                                          | 3                                                                             |                                                                               |

## Palmarès

### Club

#### Competizioni nazionali
- 3. Liga: 1

Union Berlino: 2008-2009